# Дитмансрид
Дитмансрид (њем. Dietmannsried) град је у њемачкој савезној држави Баварска. Једно је од 28 општинских средишта округа Обералгој. Према процјени из 2010. у граду је живјело 7.966 становника. Посједује регионалну шифру (AGS) 9780119.

## Географски и демографски подаци
Дитмансрид се налази у савезној држави Баварска у округу Обералгој. Град се налази на надморској висини од 682 метра. Површина општине износи 53,7 km². У самом граду је, према процјени из 2010. године, живјело 7.966 становника. Просјечна густина становништва износи 148 становника/km².

## Међународна сарадња
| Мјесто      | Држава    | Врста сарадње | Од    |
| ----------- | --------- | ------------- | ----- |
| Кари ле Руе | Француска | партнерство   | 1986. |
| Извор       |           |               |       |